# طلاء ضوئي
طلاء ضوئي أو مقاوم ضوئي هو مادة حساسة للضوء تُستخدم في العديد من العمليات، مثل الطباعة الضوئية والنقش الضوئي، لتشكيل طبقة منقوشة على السطح. هذه العملية بالغة الأهمية وهي عصب صناعة الإلكترونيات الدقيقة. 
تبدأ العملية بتغطية الركيزة (substrate) بمادة عضوية حساسة للضوء. يتم بعد ذلك وضع قالب ضوئي فوق السطح لمنع الضوء من الوصول لبعض الأماكن حسب تصميم القالب، بحيث تتعرض فقط المناطق «غير المحمية» من القالب للضوء. يتم بعد ذلك إضافة المذيب (يُسمى أيضًا بالمطور) للسطح. في حالة وجود «مقاوم ضوئي إيجابي»، تتحلل المادة الحساسة للضوء وسيقوم المذيب بإذابة المناطق التي تعرضت للضوء، تاركًا وراءه طبقة حيث تم وضع القالب الضوئي. في حالة وجود مادة «مقاوم ضوئي سلبي»، يتم تقوية المادة الحساسة للضوء (إما عن طريق التبلمر أو الترابط المتبادل) بواسطة الضوء، وسوف يقوم المطور بإذابة المناطق التي لم تتعرض للضوء فقط، تاركًا وراءه طبقة في المناطق التي لم يتم وضع القناع عليها.

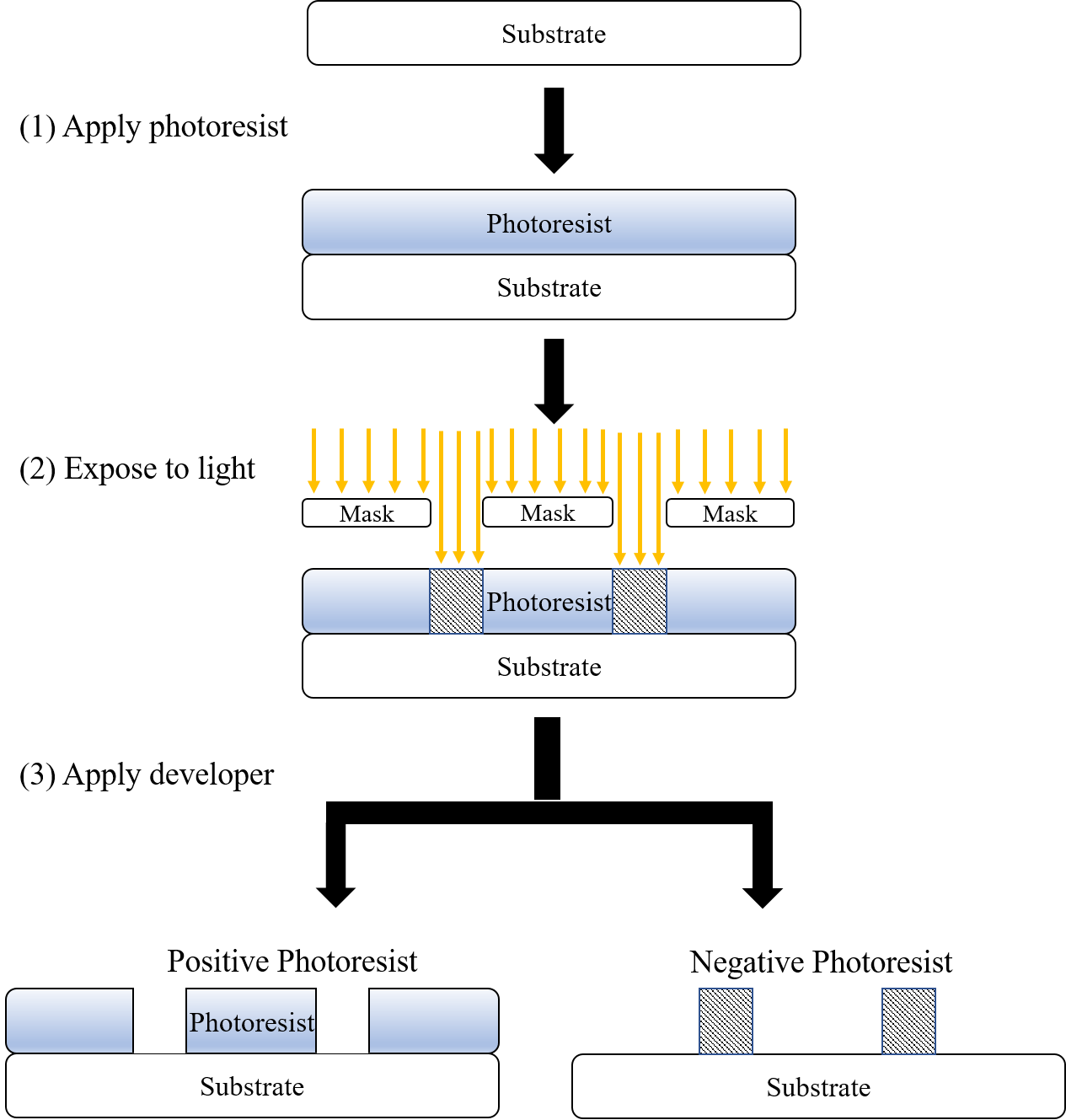
صورة توضيحية لعملية الطباعة الضوئية. في الأسفل توضيح لكيفية عمل المقاوم الضوئي الإيجابي والسلبي.

يمكن إضافة طلاء مضاد للانعكاس في الأسفل قبل إضافة المقاوم الضوئي، لتجنب حدوث الانعكاسات تحت المقاوم الضوئي وتحسين أداء المقاوم في احجام أشباه الموصلات الأصغر.   
تتكون المقاومات الضوئية التقليدية عادة من 3 مكونات: الراتنج (مادة رابطة توفر خصائص فيزيائية مثل الالتصاق والمقاومة الكيميائية وما إلى ذلك)، والمُحسِّس (الذي يحتوي على مركب حساس للضوء)، والمذيب (الذي يحافظ على سائل المقاوم).

## أنواع الطلاء الضوئي
إيجابي: الضوء سوف يُضعف المقاومة ويخلق ثقبًا.
سلبي: الضوء سوف يزيد من صلابة المقاومة ويخلق قالبًا مقاومًا للمذيب.